# Pim de Keysergracht
Pim de Keysergracht er en fiktiv cykelrytter, der optræder i programmet Team Easy On, der er indslag i det danske satireprogram Drengene fra Angora. Han spilles af komikeren og sangeren Simon Kvamm.
Hollænderen Pim (født 1975) er sprinter på cykelholdet Team Easy On, der består af ham, bjergrytteren Bobby Olsen, der også er holdkaptajn og sportsdirektøren Henning Primdahl. Han er opvokset i Amsterdam (i Red Light District) sammen med sin mor, der var prostitueret. Pim er sprinter og kaldes "Missen fra Amsterdam". Han indtager euforiserende stoffer og ryger hash, og det har resulteret i at han har tilegnet sig meget livserfaring på det område, men samtidig er han også blevet småskør. Pim taler ikke dansk, kun engelsk med hollandsk accent. Han er også biseksuel. Pim har blåt hår og går ofte klædt i Team Easy On tøjet.